# Energía eólica en Italia

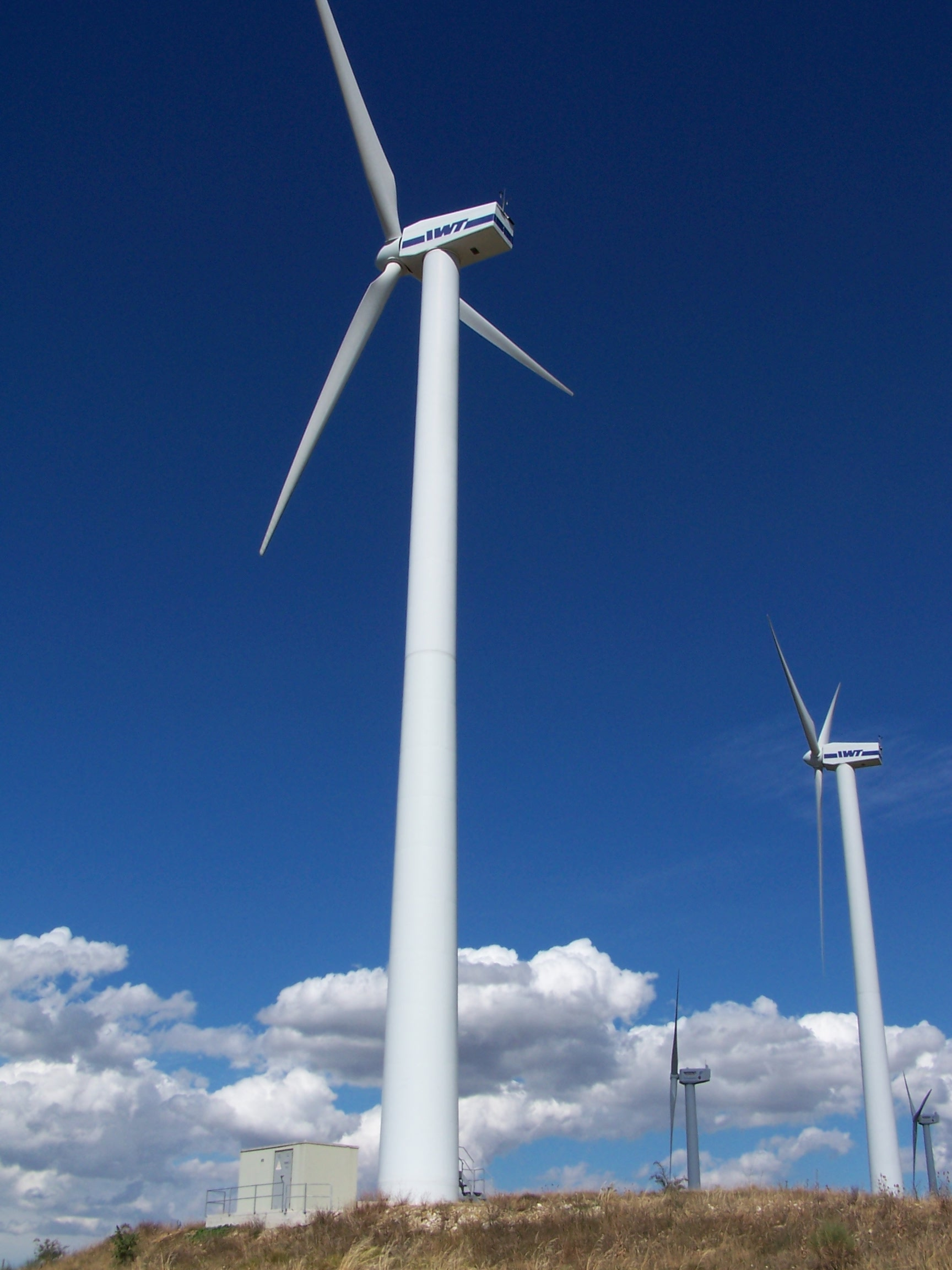
Turbinas eólicas cerca de Frigento, provincia de Avellino, Campania

La energía eólica en Italia, a finales de 2015, consistía en más de 1,847 aerogeneradores con una capacidad instalada total de 8958 megavatios . La energía eólica contribuyó con el 5,4% de la generación eléctrica de Italia en 2015 (14.589  GWh). Italia se ubica como el décimo productor mundial de energía eólica a finales de 2016. Las perspectivas para la energía eólica italiana más allá de 2016 son muy inciertas.
En 2010,la energía de las 487 plantas activas representó el 19% de la energía renovable producida en Italia.: 38  La energía total producida en 2010 fue de 8787 GWh, con un incremento del 29 % respecto al año anterior.: 45 

## Visión general

Participación de la energía eólica en la demanda total de electricidad en Europa en 2017
> 40 %
20-30 %
10-20 %
< 10 %

En 2001, la Comisión Europea emitió su Directiva sobre la producción de electricidad a partir de fuentes de energía renovables . La Directiva estableció un objetivo para Italia de obtener al menos el 25% de su electricidad a partir de fuentes renovables para 2010. El 'Libro Blanco' italiano de 1999 tenía como objetivo instalar 2.500 MW de capacidad de energía eólica para 2010; Italia superó esto en 2007. El gobierno italiano apuntó 12,000 MW para 2020. Dado que el reciente crecimiento de Italia en la capacidad de la energía eólica ha sido de aproximadamente el 30% anual, el objetivo parece alcanzarse para 2015. Italia introdujo un sistema de cuotas de energía renovable en 2002, y utiliza certificados verdes para garantizar que los productores e importadores de energía produzcan porcentajes específicos de electricidad a partir de fuentes renovables. La energía renovable en virtud del sistema de cuotas debe provenir de plantas nuevas o con nueva energía que comenzaron a operar después del 1 de abril de 1999.

## Crecimiento de la capacidad instalada.

Energía eólica en Italia

La tabla muestra el incremento anual en la capacidad de energía eólica instalada en los últimos años.: 39 
| Año  | Capacidad instalada | Capacidad instalada | Plantas | Plantas |
| Año  | MW                  | cambio              | n.º     | cambio  |
| ---- | ------------------- | ------------------- | ------- | ------- |
| 2000 | 363                 | -                   | 55      | -       |
| 2001 | 664                 | 82.92%              | 81      | 47.27%  |
| 2002 | 780                 | 17.47%              | 99      | 22.22%  |
| 2003 | 874                 | 12.05%              | 107     | 8.08%   |
| 2004 | 1.131               | 29.41%              | 120     | 12.15%  |
| 2005 | 1,639               | 44.92%              | 148     | 23.33%  |
| 2006 | 1,908               | 16.41%              | 169     | 14.19%  |
| 2007 | 2,714               | 42.24%              | 203     | 20,12%  |
| 2008 | 3,538               | 30.36%              | 242     | 19.21%  |
| 2009 | 4,898               | 38.44%              | 294     | 21.49%  |
| 2010 | 5,814               | 18.70%              | 487     | 65.65%  |
| 2011 | 6,936               | 19.30%              | 807     | 65.71%  |
| 2012 | 8,144               | 17.42%              |         |         |
| 2013 | 8,552               | 5.01%               |         |         |
| 2014 | 8,703               | 1,77%               |         |         |
| 2015 | 9,126               | 4,86%               |         |         |
| 2016 | 9,388               |                     |         |         |

## Galería

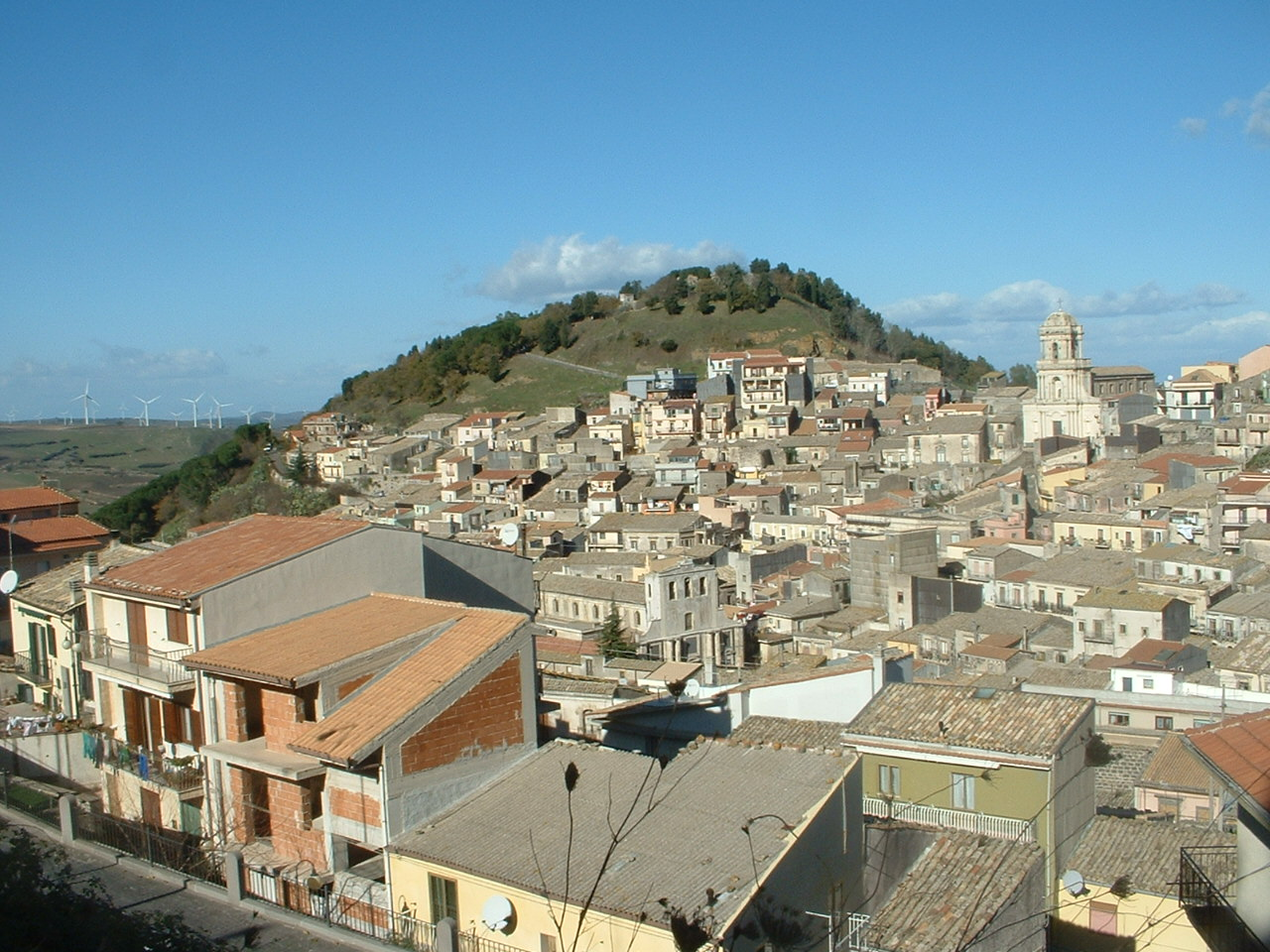
Parque eólico en el fondo de Buccheri, Sicilia
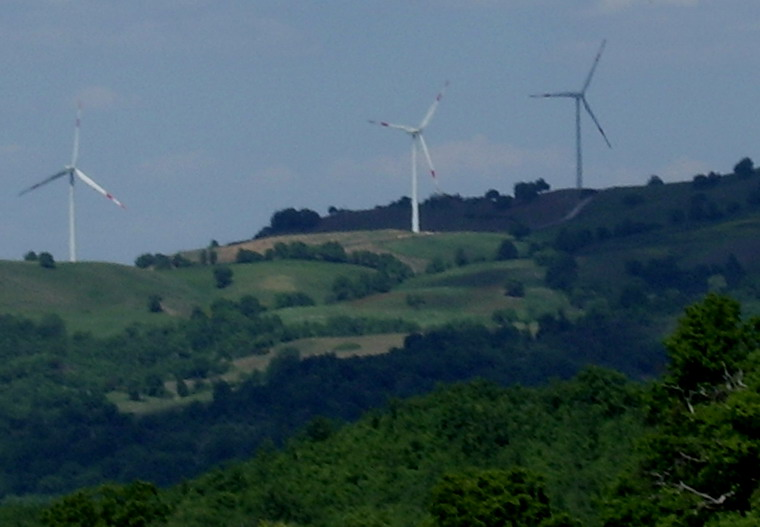
Parque eólico cerca de Scansano en la Toscana, Grosseto
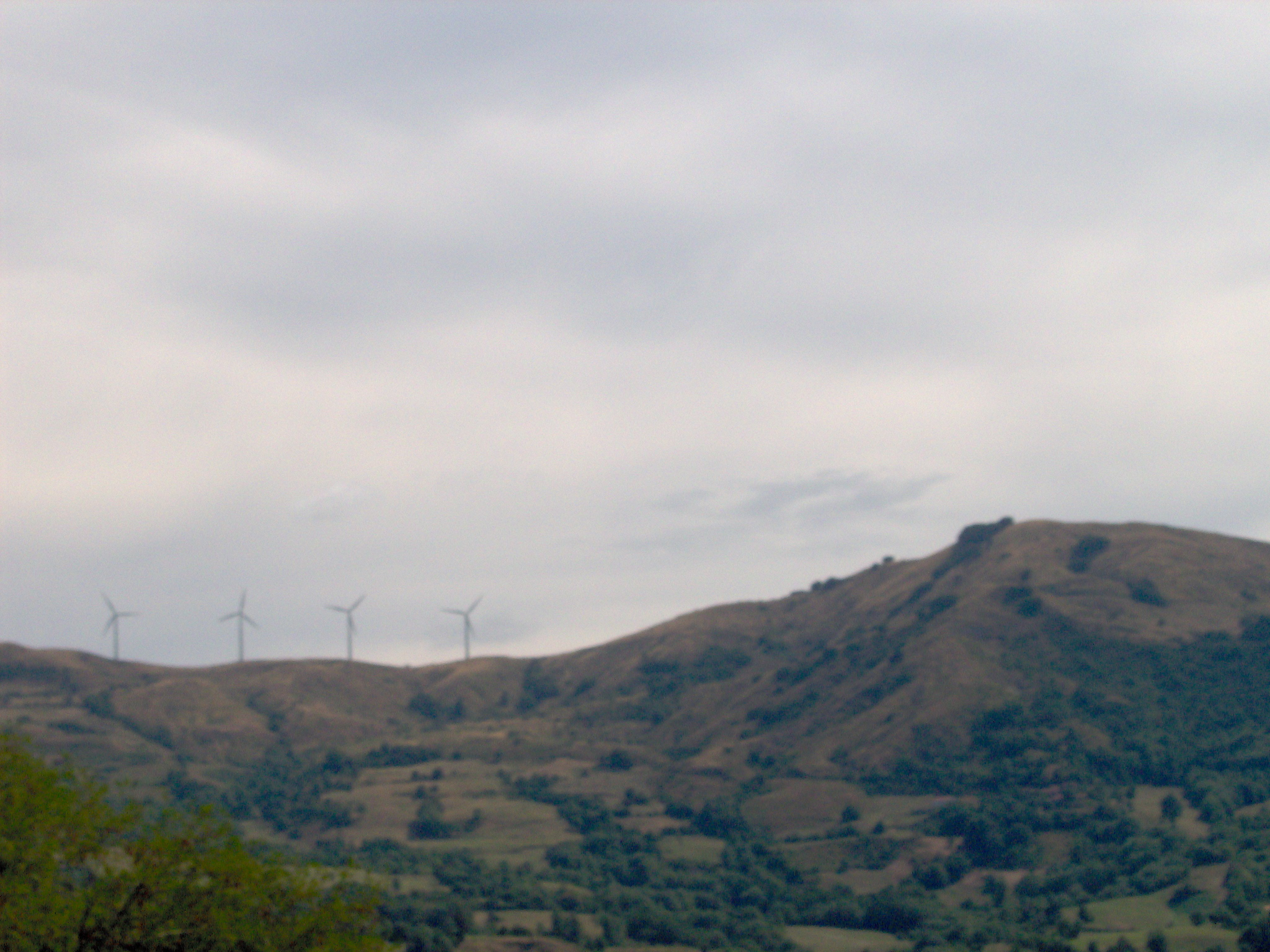
Parque eólico en Varese Ligure, La Spezia
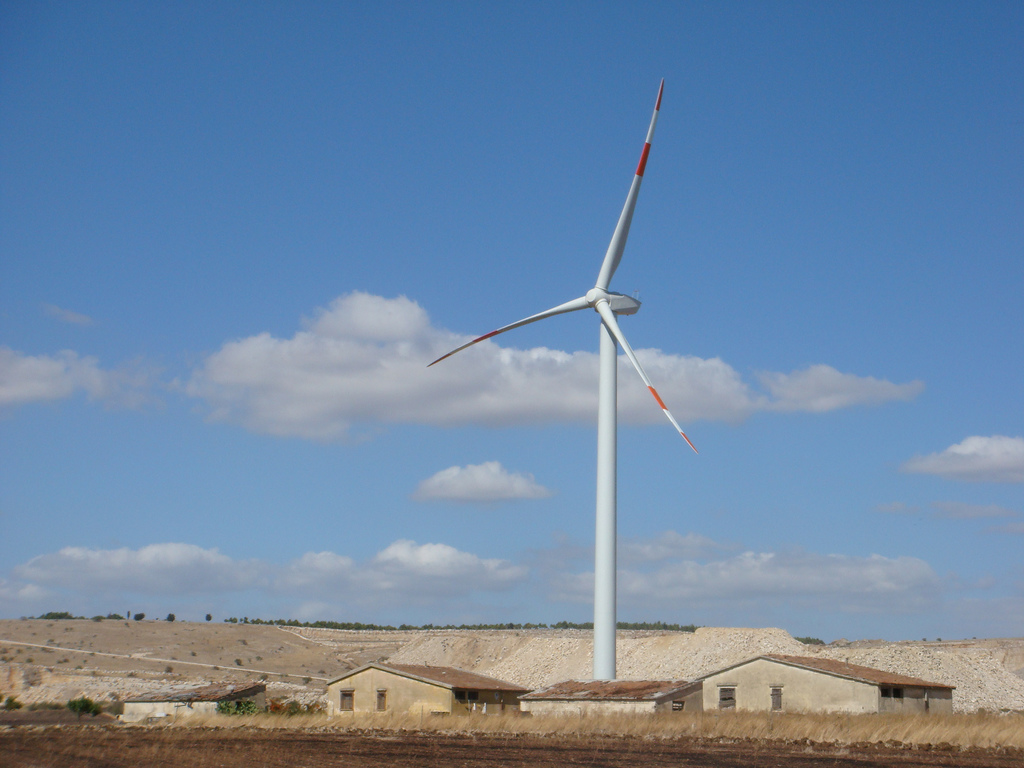
REpower MM82 Aerogenerador en Minervino Murge